# Fotolisi
La fotolisi (o fotodecomposizione) è un processo fotochimico per il quale una entità molecolare subisce scissione mediante l'assorbimento di radiazione elettromagnetica, in genere vicino allo spettro di luce ultravioletta. Il processo diretto è definito come l'interazione di un fotone con una molecola. In genere solo i fotoni abbastanza energetici, come gli UV, riescono a fornire sufficiente energia per la fotolisi diretta.
Norrish e Porter, premi Nobel per la chimica grazie ai loro studi sulla fotochimica, sono riusciti a produrre reazioni di fotolisi molto veloci utilizzando luce laser (fotolisi flash).

## Esempi di fotolisi
La fotolisi in natura è facilmente riscontrabile, infatti rappresenta ad esempio:
- Un processo che interviene nella fotosintesi, che avviene all'interno della membrana dei cloroplasti. Nel   fotosistema II la luce è assorbita dalla clorofilla e trasformata in energia chimica, questa viene  poi utilizzata dal complesso evolvente ossigeno, per scindere l'acqua in ossigeno e ioni idrogeno (H+). L'ossigeno è rilasciato come sottoprodotto mentre l'idrogeno si lega con il coenzima NADP per formare NADPH.
- Un processo che prende luogo nell'atmosfera attraverso il quale gli agenti inquinanti primari come gli idrocarburi e gli ossidi di azoto per effetto della luce solare producono intermedi che portano alla formazione di agenti inquinanti secondari come il nitrato di perossiacetile (si veda inquinamento fotochimico).
- La reazione di fotodissociazione per cui i clorofluorocarburi (CFC) si scindono nella stratosfera per produrre radicali cloro che contribuiscono alle deplezione dello strato di ozono.